# Bahnstrecke Center Rutland–Rutland
| Gesellschaft: | VTR                  |                                              |                                              |
| |                      |                                              |                                              |
| Streckenlänge: | 2,86 km              |                                              |                                              |
| Spurweite: | 1435 mm (Normalspur) |                                              |                                              |
| |                      |                                              |                                              |
| Gleise: | 1                    |                                              |                                              |
| \| \| \| \| \| \| \| \| von Albertson \| \| \| \| 0,00 \| Center Rutland VT \| Center Rutland VT \| \| \| \| nach Hollister Quarry \| \| \| \| \| Strecke Whitehall–Rutland \| \| \| \| \| Otter Creek \| \| \| \| \| Center Rutland VT \| (Delaware&Hudson/Rutland) \| \| \| \| Verbindung zur Bahnstrecke Whitehall–Rutland \| \| \| \| \| Tenney Brook \| \| \| \| 2,2 \| Streckenende an der Granger Street \| Streckenende an der Granger Street \| \| \| 2,86 \| nach Rutland und Hoosick Junction \| nach Rutland und Hoosick Junction \| |                      |                                              |                                              |
| |                      |                                              |                                              |
| Strecke (außer Betrieb) |                      | von Albertson                                | von Albertson                                |
| Dienststation / Betriebs- oder Güterbahnhof (Strecke außer Betrieb) | 0,00                 | Center Rutland VT                            | Center Rutland VT                            |
| Abzweig geradeaus, nach links und von links (Strecke außer Betrieb) |                      | nach Hollister Quarry                        | nach Hollister Quarry                        |
| Kreuzung (Strecke geradeaus außer Betrieb) |                      | Strecke Whitehall–Rutland                    | Strecke Whitehall–Rutland                    |
| Brücke über Wasserlauf (Strecke außer Betrieb) |                      | Otter Creek                                  | Otter Creek                                  |
| Dienststation / Betriebs- oder Güterbahnhof (Strecke außer Betrieb) |                      | Center Rutland VT                            | (Delaware&Hudson/Rutland)                    |
| Abzweig geradeaus und nach links (Strecke außer Betrieb) |                      | Verbindung zur Bahnstrecke Whitehall–Rutland | Verbindung zur Bahnstrecke Whitehall–Rutland |
| Brücke über Wasserlauf (Strecke außer Betrieb) |                      | Tenney Brook                                 | Tenney Brook                                 |
| | 2,2                  | Streckenende an der Granger Street           | Streckenende an der Granger Street           |
| Abzweig quer, nach links und nach rechts | 2,86                 | nach Rutland und Hoosick Junction            | nach Rutland und Hoosick Junction            |

Die Bahnstrecke Center Rutland–Rutland ist eine Eisenbahnstrecke in Vermont (Vereinigte Staaten). Sie ist 2,86 Kilometer lang und liegt im Stadtgebiet von Rutland. Der größte Teil der während ihres gesamten Bestehens nur dem Güterverkehr dienenden Strecke ist stillgelegt, lediglich ein Güteranschluss am östlichen Ende wird noch bedient.

## Geschichte
Die Strecke wurde durch die Pittsford and Rutland Railroad gebaut, um die Strecke der Clarendon and Pittsford Railroad und einige Güterkunden an den Güterbahnhof Rutland und die Hauptstrecke der Bennington and Rutland Railroad anzubinden. Die Clarendon&Pittsford pachtete die Bahn ab der Eröffnung am 2. Juli 1890 und führte den Betrieb. Sie erwarb die Strecke schließlich am 13. November 1911. Fahrplanmäßigen Personenverkehr gab es auf der Strecke nicht, jedoch gab es die Möglichkeit, gegen ein geringes Entgelt auf den Güterzügen mitzufahren. Außerdem wurden Steinbrucharbeiter nach West Rutland befördert.
1938 verkaufte die Clarendon&Pittsford die Strecke vom Personenbahnhof Center Rutland bis zum Gleisdreieck am Güterbahnhof Rutland an die Rutland Railroad, die diesen Abschnitt jedoch noch im gleichen Jahr bis auf ein kurzes Gleisstück am östlichen Ende stilllegte. Im gesamten Netz der Rutland wurde nach einem Streik am 25. September 1961 der Güterverkehr eingestellt und die Stilllegung drohte. Der Bundesstaat Vermont kaufte die Bahn jedoch und verpachtete sie an die Vermont Railway, die am 6. Januar 1964 den Güterverkehr wieder aufnahm. Der noch befahrene, rund 600 Meter lange Abschnitt der Strecke wird auch heute noch von dieser Gesellschaft betrieben. Das kurze Verbindungsgleis vom Clarendon&Pittsford-Bahnhof zum Personenbahnhof in Center Rutland wurde noch bis 1988 durch die Clarendon&Pittsford befahren und dann stillgelegt.

## Streckenbeschreibung
Die Strecke zweigt am ehemaligen Bahnhof Center Rutland der Clarendon&Pittsford in einem Gleisdreieck von der ebenfalls stillgelegten Hauptstrecke dieser Gesellschaft ab. Sie überquert zunächst die Bahnstrecke Whitehall–Rutland und dann den Otter Creek. Die Flussbrücke ist auch heute noch vorhanden. Unmittelbar danach ist der Bahnhof Center Rutland erreicht, wo ein Verbindungsgleis zu den anderen Bahnstrecken bestand. Die Strecke zum Güterbahnhof Rutland führt dann weiter über den Tenney Brook und durch den Süden Rutlands. Hier ist die Trasse streckenweise überbaut. Sie verlief neben der Straße Forest Park ostwärts. Nach dem Bahnübergang über die Granger Street beginnt der heute noch betriebene Teil. Kurz danach mündet die Strecke in einem Gleisdreieck in die Bahnstrecke Rutland–Hoosick Junction ein.